# Harder to Breathe
«Harder to Breathe» — дебютный сингл американской группы Maroon 5. Песня была написана фронтменом Адамом Левином и клавишником Джесси Кармайклом для дебютного альбома группы, Songs About Jane. Песня повествует об отношениях, в которых состоял Левин, и выражает напряжение, так как была написана быстро в сложных обстоятельствах. «Harder to Breathe» была встречена музыкальными критиками положительно, с похвалой за звучание трека. Песня была выпущена в июле 2002 года в качестве дебютного сингла Songs About Jane.
Песня дошла до шестой строчки в Airplay Monitor. Вопреки дальнейшему широкому успеху группы, она также появилась на 31-м месте в чарте Alternative Songs и на 18-м месте в чарте Billboard Hot 100. За пределами США «Harder to Breathe» заняла 13-ю строчку в чарте Великобритании и появлялась в чартах Нидерландов, Швеции, Австралии и Новой Зеландии.
Акустическая версия песни была включена в мини-альбом 1.22.03.Acoustic, а версия вживую — в концертный альбом Live – Friday the 13th. 

## Предыстория
В интервью MTV News в августе 2002 года вокалист группы Адам Левин в ответ на вопрос о создании «Harder to Breathe» признался, что песня описывает разочарование группы в их лейбле, Octone Records, в процессе работы над их дебютным альбомом Songs About Jane. Участники группы считали, что им хватает материала для релиза, но представители лейбла не согласились с этим и предложили продолжать работу, и Левин, разочарованный и под давлением, написал эту песню. «Эта песня точно появилась из-за желания швырнуть что-то. Было 11 часов вечера, и лейбл хотел больше песен. Это была последняя капля. Я просто был зол. Я хотел записать трек и лейбл давил на меня, но я рад, что они это сделали».
«Harder to Breathe» рассказывает историю отношений Левина с девушкой по имени Джейн, которая, по его словам, стала «музой» всего альбома группы. Маккензи Уилсон из AllMusic описал песню как «проникновенное отчуждение». Меган Бард из The Daily Campus описала сингл как «большой темповый номер с жёсткими гитарными риффами и мощным вокалом Левина». Бард заметила, что основной темой песни было «восстановление от расставания». Ангус Бэйти из The Times сравнил звучание «Harder to Breathe» со звучанием Led Zeppelin.

## Реакция
Песня получила положительные отзывы от критиков. В обзоре альбома от Rolling Stone критик Кристиан Хорд назвал «Harder to Breathe» «сильным синглом». Си Спенсер Беггс из The Observer написал: «Эти два сингла [„Harder to Breathe“ и „This Love“] являются самыми популярными песнями в альбоме, демонстрирующими характерное чистое, хрустящее и оптимистичное звучание Maroon 5». Сэм Берески из Daily Lobo, который не проявлял энтузиазма по отношению к альбому, оставил комплимент Maroon 5 и «Harder to Breathe», в котором сказал: «Песня приятная. Есть аспекты мягких, душевных рок-исполнителей, таких, как Train или Джон Мейер — может быть, даже Стиви Уандера или Jamiroquai. У трека есть хороший микс рока и R&B и достаточно предсказуемое звучание, чтобы получить ротацию».
В октябре 2003 года Левин в интервью USA Today рассказал об успехе песни: «У меня не было любви или ненависти к песне, и мне было всё равно, попадёт она в альбом или нет. У нас много поп-песен на пластинке, и идея была в том, чтобы начать с чего-то другого. Зачем выходить на свет с очередной поп-песней очередной поп-группы?». В следующем году группа выпустила мини-альбом под названием 1.22.03.Acoustic, который включает в себя акустическую версию «Harder to Breathe». В 2005 году Maroon 5 выпустили концертный альбом Live – Friday the 13th, включающий в себя живой исполнение песни.

### Коммерческий успех
Maroon 5 выпустили «Harder to Breathe» в 2002 году как ведущий сингл их дебютного альбома. Сингл занял шестую позицию в чарте Airplay Monitor. Он добрался до 18-й строчки в чарте Billboard Hot 100. Песня также появилась в чарте Modern Rock Tracks на 31-й строчке ещё в качестве независимого сингла, прежде чем она попала на коммерческие радиостанции в 2003—2004 годах. Это одна из двух песен группы (помимо «This Love»), которая крутилась на радиостанциях альтернативного рока, тогда как остальные синглы крутили только на станциях поп-музыки и современной музыки, рассматривая Maroon 5 как поп-рок-группу, а не альтернативную. На международной арене «Harder to Breathe» появилась в UK Singles Chart 31 января 2004 года на 13-й позиции и провела семь недель в чарте. Также сингл появлялся в чартах Нидерландов, Швеции, Австралии и Новой Зеландии.

## Музыкальное видео
Клип на «Harder to Breathe» был снят Марком Уэббом, позже работавшим с группой над их клипом 2008 года «Goodnight Goodnight». Видео было выпущено 19 августа 2002 года и транслировалось в программе 120 Minutes.
Клип сосредоточен на группе, играющей в слабо освещённом доме или фабрике. В течение всего видео показываются уходящие из тени и в тень дротики для игры в дартс, свечи, фотографии и сами участники группы. К концу клипа волочущий гитару Левин идёт по узкому коридору с фотографиями по обеим сторонам стены. В конце коридора он сталкивается с маленьким лучом света, исходящим из стены, затем отбрасывает гитару назад и ударяется об стену. Затем камера быстро перемещается на сцену с участниками группы, и огни внезапно начинают мигать. 

## Использование в других медиа
«Harder to Breathe» была использована в телесериалах «Холм одного дерева», «Скорая помощь», «Третья смена», «Хищные птицы» и «Сваха», а также в реалити-шоу «So You Think You Can Dance» и «Лагуна Бич». Песня используется в криминальном триллере 2004 года «Охотники за разумом» и видеоиграх Rocksmith, Band Hero и BandFuse: Rock Legends.

## Чарты
| Чарт (2002—2004)                    | Позиция |
| ----------------------------------- | ------- |
| Австралия (ARIA)                    | 37      |
| Великобритания (OCC UK Singles)     | 13      |
| Великобритания (UK Rock & Metal)    | 6       |
| Германия (GfK)                      | 79      |
| Европа (Euro Top 200)               | 47      |
| Ирландия (IRMA)                     | 34      |
| Италия (FIMI)                       | 28      |
| Нидерланды (Single Top 100)         | 86      |
| Новая Зеландия (Recorded Music NZ)  | 33      |
| Польша (ZPAV)                       | 2       |
| СНГ (TopHit Airplay)                | 37      |
| США (Billboard Hot 100)             | 18      |
| США (Billboard Adult Pop Airplay)   | 15      |
| США (Billboard Alternative Airplay) | 31      |
| США (Billboard Pop Airplay)         | 5       |
| Швеция (Sverigetopplistan)          | 54      |
| Шотландия (OCC Scotland)            | 11      |

| Чарт (2004)                          | Позиция |
| ------------------------------------ | ------- |
| UK Singles (Official Charts Company) | 183     |

| Регион | Сертификация | Продажи   |
| --- | ------------ | --------- |
| Великобритания (BPI) | Серебряный   | 200 000   |
| США (RIAA) | Платиновый   | 1 000 000 |
| * Данные о продажах приведены только на основе сертификации. ^ Данные о тиражах приведены только на основе сертификации. |              |           |

| Регион    | Дата                | Формат | Лейбл     |        |
| --------- | ------------------- | ------ | --------- | ------ |
| США       | 9 июля 2002 г.      | радио  | Octone    | [ 1 ]  |
| Австралия | 29 сентября 2003 г. | CD     | Universal | [ 33 ] |